# Józef Młynarczyk
Józef Młynarczyk (Nowa Sól, 20 settembre 1953) è un ex calciatore polacco, di ruolo portiere.

## Carriera
La carriera di Młynarczyk iniziò nel 1974 nel BKS Stal Bielsko-Biała. Tre anni dopo fu ceduto all'Odra Opole, durante la cui militanza fu convocato per la prima volta in nazionale.

Młynarczyk, al Widzew Łódź, sottrae la palla agli juventini Rossi e Platini durante la semifinale di andata della Coppa dei Campioni 1982-1983.

Nel 1980 si trasferì al Widzew Łódź in cui vinse due campionati consecutivi, nel 1980-1981 e nel 1981-1982, nonché il titolo individuale di calciatore polacco dell'anno nel 1983. A livello di nazionale invece Młynarczyk ottenne la medaglia di bronzo al campionato del mondo 1982 in Spagna.
A partire dal 1984 Młynarczyk militò in Francia, tra le file del Bastia, quindi nel 1986, anno della retrocessione della squadra còrsa in Division 2, fu trasferito al Porto.
Nella sua prima stagione tra le file della squadra lusitana Młynarczyk vinse la Coppa dei Campioni, seguita poi dalla Coppa Intercontinentale all'inizio della stagione 1987-1988; la vittoria del trofeo internazionale varrà a Młynarczyk la candidatura per il Pallone d'oro, nella cui graduatoria finale risulterà ventottesimo con due punti.
Al termine della succitata stagione Młynarczyk vincerà il suo ultimo trofeo a livello di club, il campionato portoghese, per poi ritirarsi dal calcio giocato nella stagione successiva. Intrapresa la carriera di allenatore, ricopre la mansione di preparatore dei portieri nel Widzew Łódź.

## Palmarès

### Club

#### Competizioni nazionali
- Campionato polacco: 2

Widzew Lodz: 1980-1981, 1981-1982
- Campionato portoghese: 1

Porto: 1987-1988

#### Competizioni internazionali
- Coppa dei Campioni: 1

Porto: 1986-1987
- Coppa Intercontinentale: 1

Porto: 1987
- Supercoppa UEFA: 1

Porto: 1987

### Individuali
- Calciatore polacco dell'anno: 1

1983